# نوک‌شاخ نوک‌سرخ غربی
 نوک‌شاخ نوک‌سرخ غربی (نام علمی: Tockus kempi) نام یک گونه از تیره نوک‌شاخ است.